# Dekanat Łódź-Chojny-Dąbrowa
Dekanat Łódź-Chojny-Dąbrowa – dekanat należący do archidiecezji łódzkiej, obejmujący głównie tereny osiedli mieszkaniowych w dzielnicy Chojny i Dąbrowa. Dekanat powstał z połączenia dekanatu Łódź-Chojny ze zlikwidowanym Łódź-Dąbrowa. Siedzibą dekanatu jest parafia Św. Wojciecha na osiedlu Chojny.
W skład dekanatu wchodzi 7 parafii.
- parafia Matki Boskiej Anielskiej
- Parafia Najświętszej Maryi Panny Matki Odkupiciela i św. Jana Bożego
- Parafia Przemienienia Pańskiego
- Parafia Świętego Łukasza Ewangelisty i Świętego Floriana
- parafia św. Maksymiliana Marii Kolbego
- Parafia św. Wojciecha
- Parafia Zmartwychwstania Pańskiego